# Lubomir Kavalek

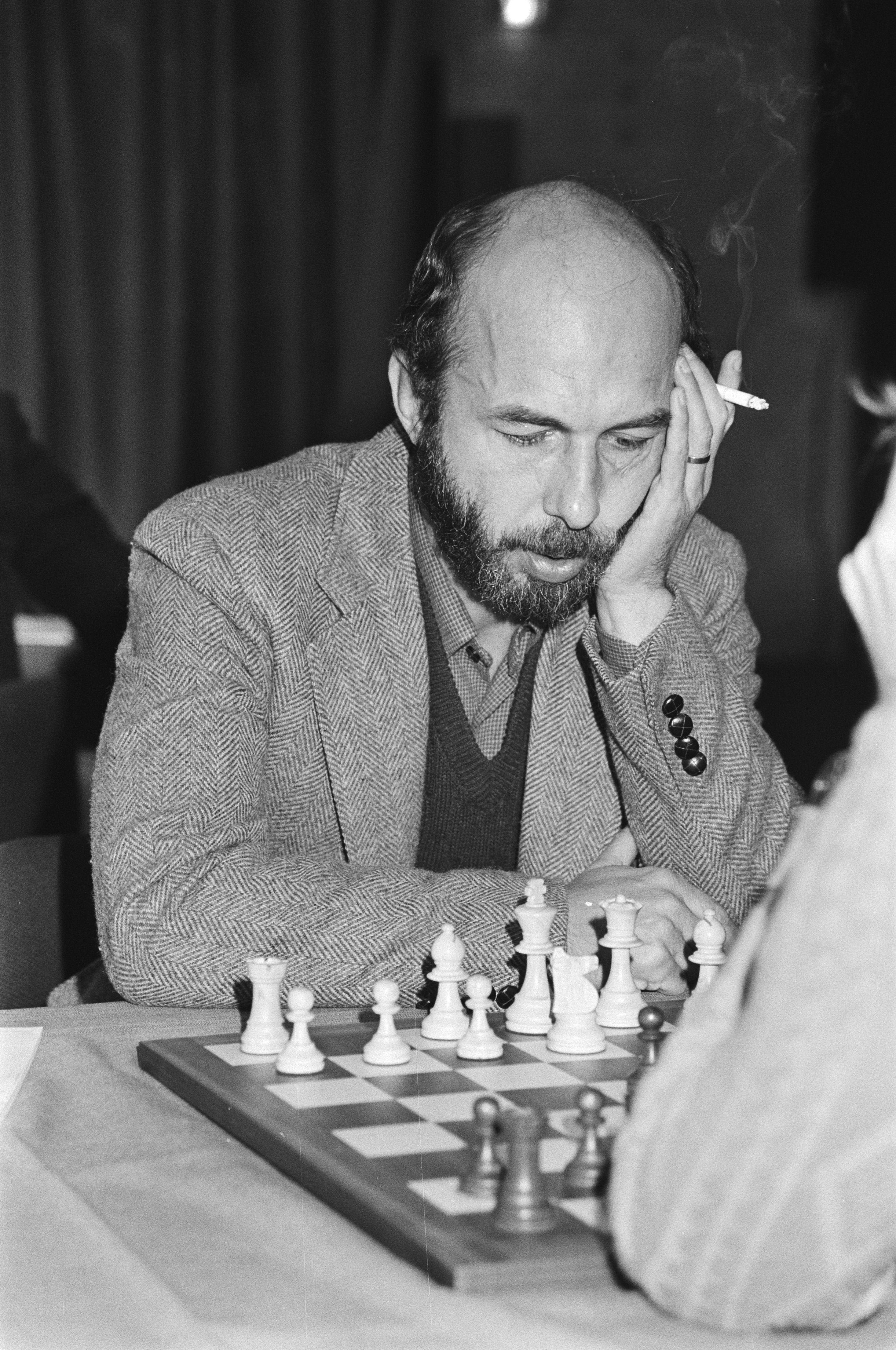
Lubomir Kavalek in 1982

Lubomir (Lubosh) Kaválek (Praag, 9 augustus 1943 – Reston, 18 januari 2021) was een Tsjechisch-Amerikaans schaker. Sinds 1965 was hij een grootmeester (GM). 

## Loopbaan
Hij emigreerde na het neerslaan van de Praagse Lente in 1968 vanuit Tsjecho-Slowakije eerst naar Duitsland en in 1970 naar de Verenigde Staten. Hij wist door het spelen van allerlei schaaktoernooien de kost te verdienen. 
In 1962 was hij kampioen van Tsjecho-Slowakije en in 1965 werd hij een FIDE-grootmeester. Op het IBM International Chess Tournament in Amsterdam in 1968 eindigde hij op de eerste plaats voor David Bronstein. Hij speelde ook ettelijke keren in de Schaakolympiade en in 1973 werd hij kampioen van de Verenigde Staten.
Kavalek overleed in 2021 op 77-jarige leeftijd.